# На что способна любовь
«На что способна любовь» (англ. What’s Love Got to Do with It) — американский биографический фильм 1993 года, снятый Брайаном Гибсоном, на основе биографии американской певицы Тины Тёрнер. Главную роль исполнили Анджела Бассетт (Тина Тёрнер) и Лоренс Фишберн (Айк Тёрнер).

## Сюжет
Родившаяся и выросшая в Натбуше, штат Теннесси, Анна Мэй Буллок (настоящее имя Тины) росла в неблагополучной и неполной семье (родители бросили своих детей). После смерти бабушки она переезжает в Сент-Луис, воссоединившись с матерью и сестрой Аллин. Анне Мэй выпадает шанс стать профессиональной певицей в группе харизматичного Айка Тернера. Со временем между ними завязывается неожиданный роман, после она переезжает в дом Айка. Вскоре после этого они женятся, а музыкальный тандем Айка и Тины Тернеров завоёвывает большую популярность.
Брак быстро становится невыносимым для Тины, Айк начинает физически доминировать над ней, не оставляя ей шанса на свободную жизнь. Тина становится звездой, а Айк все больше ревнует к вниманию, уделяемому ей. Он все чаще обращается к наркотикам, а его агрессия усиливается. Когда Тина ищет утешения в свой хаотической жизни, подруга Джеки обращает её внимание на буддизм. Вера помогает ей обрести душевное равновесие и силы. В конце концов она набирается мужества и бросает Айка.
Сохранив своё сценическое имя после развода, Тина продолжает работать, чтобы оплачивать счета. Несмотря на попытки Айка вернуть её, Тина продолжает свой жизненный путь и получает шанс вернуть себе звёздную карьеру.

## В ролях
- Анджела Бассетт — Анна Мэй Буллок / Тина Тёрнер
  - РаВен Лерримор Келли — Анна Мэй в детстве
- Кора Ли Дэй — бабушка Джорджиана
- Вирджиния Кейперс — хормейстер в церкви
- Ханди Александер — Дарлен
- Дженифер Льюис — Зельма Буллок
- Лоренс Фишберн — Айк Тёрнер
- Пенни Джонсон Джеральд — Лоррейн Тёрнер
- Ванесса Белл Кэллоуэй — Джеки
- Чи Макбрайд — Фросс
- Барри Шабака Хенли — доктор из Эль-Пасо

## Критический приём
Фильм получил признание критиков. В настоящее время он имеет 96 % рейтинга «свежести» на Rotten Tomatoes, основанных на 49 рецензиях.